# Tundrasnäppa
Tundrasnäppa (Calidris mauri) är en liten vadare som häckar på arktisk tundra i nordöstra Sibirien och i Alaska. Vintertid flyttar den så långt söderut som till Sydamerika. Arten är en mycket sällsynt gäst i Europa, med endast två fynd i Sverige. Tillsammans med sandsnäppa, som den är väldigt lik, är tundrasnäppan ensam om att ha lite rudimentär simhud mellan tårna. Den kan också påminna om en liten kärrsnäppa. Tundrasnäppan anses vara en av Nordamerikas vanligaste vadare och beståndet tros vara livskraftigt.

## Kännetecken

### Utseende
Adulta tundrasnäppor mäter 14–17 cm, har ett vingspann på 28–37 cm och väger cirka 18–42 gram. Den har mörka ben och för en vadare av denna storlek ganska lång, svart, svagt nedåtböjd näbb som smalnar av mot spetsen. Näbben varierar i längd mellan individer men oftast är honans näbb längre än hanens.
I häckningsdräkt har den rödbruna och svartfläckade skulderfjädrar som kontrasterar mot ganska matt gråbruna vingtäckare. Undersidan är vit med mörka pilspetsformade fläckar på bröstet och kroppssidan. Den har rödbrun hjässa och örontäckare och ett tydligt vitt ögonbrynsstreck, speciellt framför ögat. 

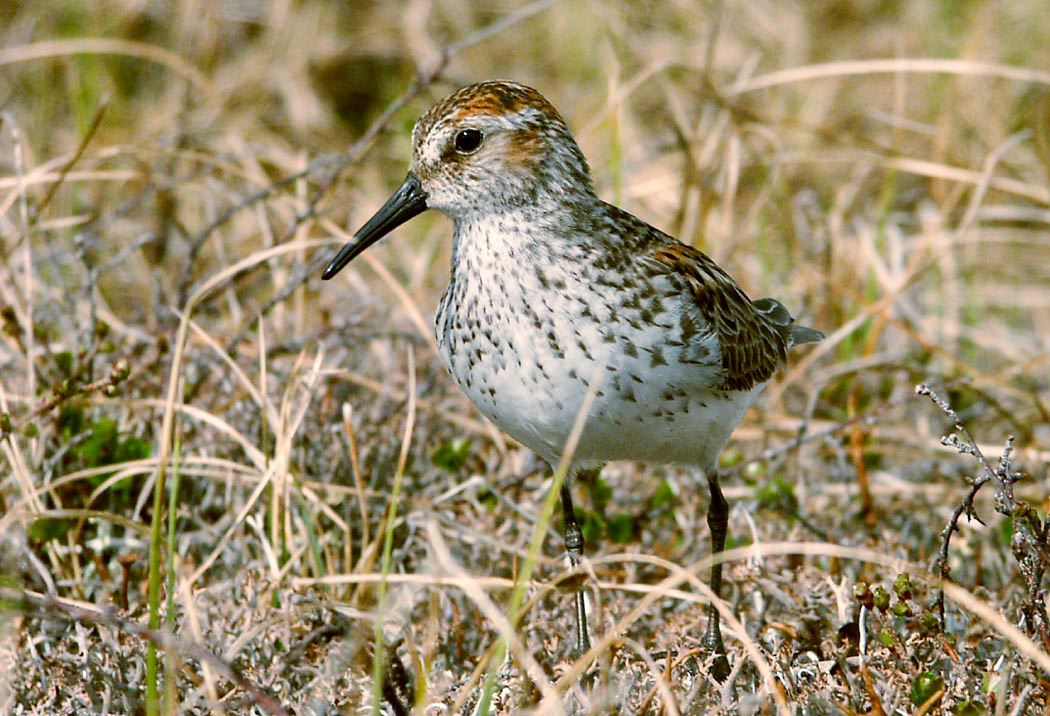
Tundrasnäppa i häckningsdräkt.

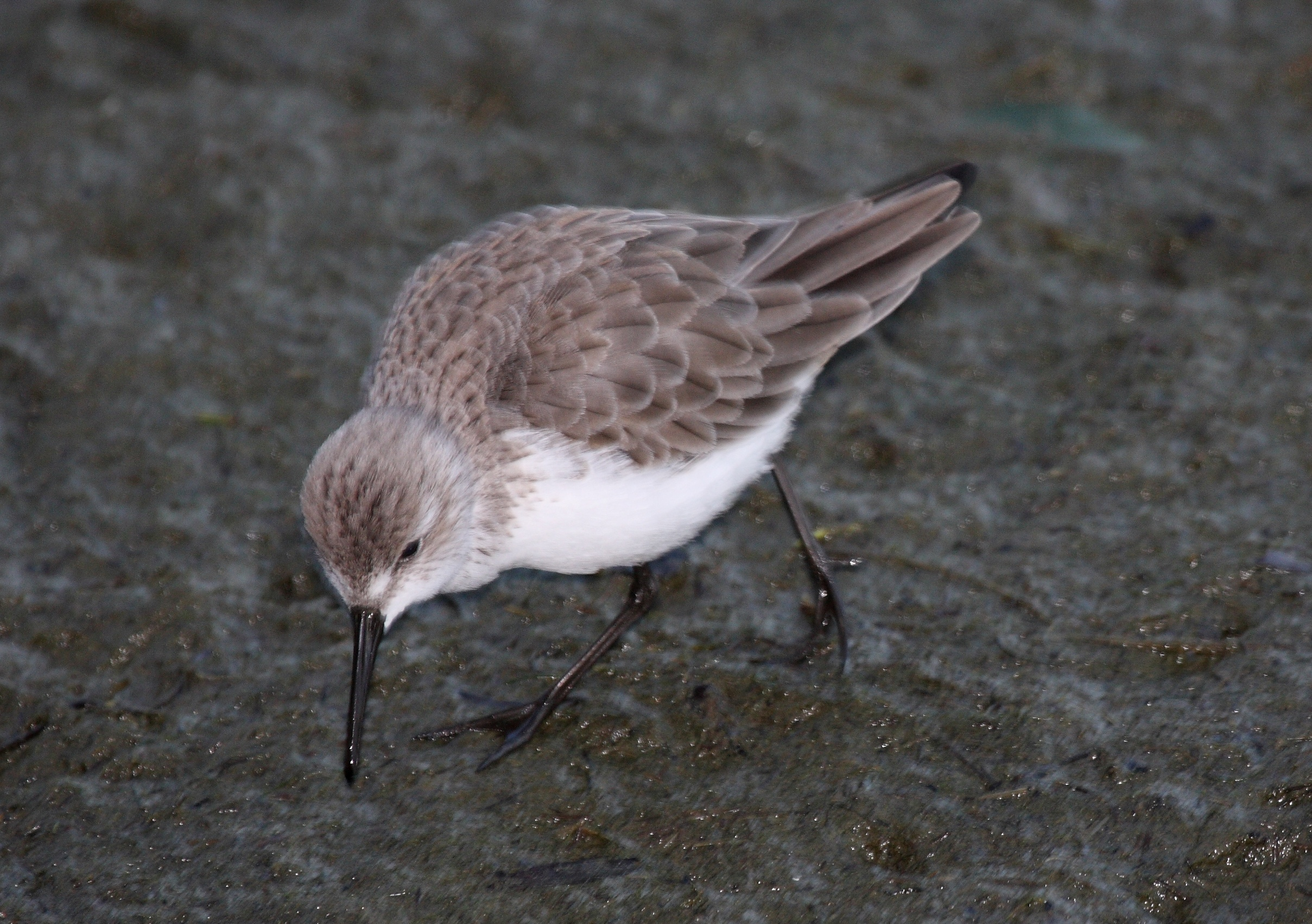
Tundrasnäppa i vinterdräkt.

I juvenil dräkt har tundrasnäppan ett brett ljust ögonbrynsstreck, ljust "ansikte" med ljusa beigafärgade örontäckare, rödbruna övre skulderfjädrar, men grå och svarta undre skulderfjädrar, och ett otydligt vitt "V" på ryggen. Tundrasnäppan är den enda småvadaren förutom sandsnäppan som har en antydan av simhud mellan tårna.
I fält kan den vara svår att särskilja ifrån andra vadare av samma storlek, speciellt ifrån småsnäppa och sandsnäppa i vinterdräkt då dessa arter under vinterperiod är övervägande grå. Tundrasnäppan har dock i genomsnitt något längre och mer nedåtböjd näbb, och i häckningsdräkt och i juvenil dräkt är den oftast mer rödbrun på hjässan och på ryggen än sandsnäppan. En annan skillnad är att tundrasnäppan ruggar till vinterdräkt tidigare på hösten än sandsnäppan vilket resulterar i att många tundrasnäppor redan bär sin grå vinterdräkt i september medan vissa individer av sandsnäppa fortfarande bär juvenil- eller häckningsdräkt i november.

### Läte
Tundrasnäppan lockar med ett kort och ljust "tjit". Spellätet beskrivs som ljusare, svagare och enklare än sandsnäppans.

## Utbredning
Tundrasnäppan är en flyttfågel som häckar i kustområden i Alaska och på den östligaste delen av Tjuktjerhalvön. Den övervintrar utmed kusterna av Nord-, Central- och Sydamerika, och i Västindien. Under vår- och höstflytten har den uppträtt i Japan, Kina och i Taiwan, och på våren på Koreahalvön.
Arten observeras mycket sällsynt i Europa och är där den mest sällsynt förekommande vadaren av alla nordamerikanska vadare i släktet Calidris. De flesta fynd görs i september och oktober. I Sverige har den setts endast tre gånger: Skälderviken i Skåne 1988 och Västerstadsviken på Öland 2012, samt nyårsafton 2022 i Haby, Bohuslän.

## Taxonomi och systematik
Tundrasnäppan beskrevs första gången 1838 av Charles Lucien Bonaparte under det vetenskapliga namnet Heteropoda mauri för att hedra Ernesto Mauri, professor och direktör för Roms botaniska trädgård och samarbetspartner med Bonaparte. Då Bonaparte inte hade följt regelverket för zoologisk binomial nomenklatur så kom namnet 1857 att ändras till Ereunetes mauri av Jean Louis Cabanis. Senare flyttades arten till släktet Calidris. Arten är monotypisk vilket innebär att den inte delas upp i några underarter. Genetiska studier visar att tundrasnäppan är nära släkt med sandsnäppan (Calidris pusilla), på lite längre håll även tuvsnäppan (C. melanotos) och prärielöpare (C. subruficollis’').

## Ekologi

### Biotop
Tundrasnäppan häckar på arktisk tundra, i kustområden och i mossbiotoper. Under häckningsperioden födosöker den ofta på våt hagmark. Under flytten och i vinterkvarteren uppträder den på dyiga stränder, våtmarker och estuarier. Den födosöker genom att plocka insekter och små kräft- och blötdjur som den lokaliserar med hjälp av synen.

### Häckning
Tundrasnäppans rede är en uppskrapad grund grop direkt på marken, ofta placerad under någon form av vegetation. Hanen gör flera bogropar och honan väljer i vilken hon lägger sina ägg, som vanligtvis är fyra stycken. Båda föräldrarna ruvar äggen i 20 till 22 dagar och tar hand om ungarna. Ibland överger honan sin partner för att lägga en andra kull innan ungarna blivit flygga.

## Status och hot
Tundrasnäppan är en av de vanligaste vadarna i Nordamerika med en uppskattad population på 3,5 miljoner vuxna individer. IUCN kategoriserar arten som livskraftig. Dock tros den minska i antal.